# Evolution (Hollies)
Evolution is het zesde studioalbum van The Hollies, toen nog Hollies geheten. Evolution sloeg op het feit dat de Hollies een andere weg in probeerden te slaan, meer de kant van de psychedelische pop op in plaats van de eenvoudige popdeuntjes. Het album is opgenomen in zes dagen verspreid over het voorjaar van 1967, het album verscheen in twee versies, een mono- en stereoversie. Het album werd gelijktijdig opgenomen met Sgt. Pepper's Lonely Hearts Club Band van die andere populaire band The Beatles, die ook in de Abbey Road Studio aan het opnemen waren. Van het album kwam geen single voor de Engelse en Nederlandse markt. Wel verscheen On a Carousel als single. Het album is in diverse persingen verschenen, in het compactdisctijdperk werden de mono- en stereoversie samen uitgegeven, doch ook apart met een of meerdere bonustracks, vaak de singles opgenomen in dezelfde tijd, doch niet op het album verschenen. 

## Opnamedagen
- 11 januari 1967: When your lights turn on, Have you ever loved somebody en All the world is love (laatste was B-kant van een single) en een deel On a Carousel*13 januari 1967: On a Carousel, Lullaby to Tim met Non prego per me en Devi avere fiducia in me, twee nummers voor de Italiaanse markt
- 22 februari 1967 We’re alive en Kill me quick (eveneens voor Italië) met The games we play en het nummer Schoolgirl (van Graham Gouldman)
- 3, 8 en 17 maart 1967 vond de rest van de opnamen plaats op
- 1 mei 1967 Carrie-Anne (losse single) en Signs will never change na.

## Musici
- Allan Clarke- zang, gitaar, mondharmonica
- Graham Nash – zang, gitaar
- Tony Hicks – zang, gitaar, banjo, dulcimer
- Bernie Calvert – basgitaar
- Bobbie Elliot – slagwerk

met Mike Vickers – dwarsfluit, saxofoon 1-4, 7-9 en 12 (hij speelde destijds bij Manfred Mann maar nam een huisorkestje mee als hij met Hollies moest optreden).

## Muziek
Alle nummer werden geschreven door het trio Clarke, Nash en Hicks.    

| Nr. | Titel                                       | Duur |
| --- | ------------------------------------------- | ---- |
| 1.  | Then the heartaches begin (zang: Clarke)    | 2:48 |
| 2.  | Stop right there (zang: Nash)               | 2:28 |
| 3.  | Water on the brain (zang: Clarke)           | 2:27 |
| 4.  | Lullaby to Tim (zang: Nash)                 | 3:04 |
| 5.  | Have you ever loved somebody (zang: Clarke) | 3:04 |
| 6.  | You need love (zang: Clarke en Nash)        | 2:32 |

| Nr. | Titel                                      | Duur |
| --- | ------------------------------------------ | ---- |
| 1.  | Rain on the window (Clarke)                | 3:16 |
| 2.  | Heading for a fall (Clarke)                | 2:23 |
| 3.  | Ye olde toffee shoppe (Nash en Clarke)     | 2:22 |
| 4.  | When your light turned on (Nash en Clarke) | 2:37 |
| 5.  | Leave me (Nash en Clarke)                  | 2:30 |
| 6.  | The games we play (Nash en Clarke)         | 2:46 |

## Hoes
Aan de hoes is de "Evolutie" goed te zien; de heren werden tot dan toe vrij "normaal" afgebeeld. Bij Evolution werden ze in zeer kleurrijke kleding gestoken en ook het bandlogo kreeg psychedelische kleuren mee. Verantwoordelijk voor de hoes was The Fool, Simon Posthuma (Seemon) en Marijke Koger, samen met Karl Ferris. De link in de infobox betreft de hoes van Sundaze Records, die in de linkerbovenhoek een ander logootje had dan de Parlophone-uitgave.

## Hitlijst
De verkoopcijfers in Nederland zijn onbekend; er was nog geen voorloper van de Album Top 100 voorhanden. In Engeland waren de statistieken:
| Hitnotering: 17-6-1967 t/m 25-8-1967 | Hitnotering: 17-6-1967 t/m 25-8-1967 | Hitnotering: 17-6-1967 t/m 25-8-1967 | Hitnotering: 17-6-1967 t/m 25-8-1967 | Hitnotering: 17-6-1967 t/m 25-8-1967 | Hitnotering: 17-6-1967 t/m 25-8-1967 | Hitnotering: 17-6-1967 t/m 25-8-1967 | Hitnotering: 17-6-1967 t/m 25-8-1967 | Hitnotering: 17-6-1967 t/m 25-8-1967 | Hitnotering: 17-6-1967 t/m 25-8-1967 | Hitnotering: 17-6-1967 t/m 25-8-1967 | Hitnotering: 17-6-1967 t/m 25-8-1967 |
| Week:                                | 1                                    | 2                                    | 3                                    | 4                                    | 5                                    | 6                                    | 7                                    | 8                                    | 9                                    | 10                                   |                                      |
| ------------------------------------ | ------------------------------------ | ------------------------------------ | ------------------------------------ | ------------------------------------ | ------------------------------------ | ------------------------------------ | ------------------------------------ | ------------------------------------ | ------------------------------------ | ------------------------------------ | ------------------------------------ |
| Positie:                             | 26                                   | 17                                   | 13                                   | 23                                   | 24                                   | 19                                   | 30                                   | 23                                   | 28                                   | 30                                   | uit                                  |